# Nils Bredsdorff
Nils Bredsdorff (19. januar 1946 – 14. september 2012) var en dansk forsker, debattør og politiker.

## Politisk virke
Allerede som 16-årig meldte han sig i 1962 sig ind i Socialistisk Ungdoms Forum, hvor han var medlem til 1964. I 1965 blev han student og begyndte derefter at læse samfundsfag ved hhv. Aarhus og Københavns Universiteter. Han blev cand.phil. i samfundsfag i 1976. Bredsdorff kom ind i studenterpolitik, blev 1968 medlem af præsidiet i Studenterrådet ved Københavns Universitet og var 1969-71 formand for Danske Studerendes Fællesråd. 
Fra 1968 til 1970 var Bredsdorff medlem af partiet Venstresocialisterne (VS). I henholdsvis 1972-85 og 1973-86 sad han i redaktionen af de marxistiske tidsskrifter Politisk Revy og Kurasje. Han var fra 1991 medlem af bestyrelsen for Greenpeace Danmark og siden 1996 formand for bestyrelsen. Han var været medlem af Grundlovskomiteen 2003 vedr. Irak-krigen.

## Forsker
Bredsdorff var uddannet i statskundskab ved Institut for Samfundsfag ved Københavns Universitet og blev i 1998 ph.d. i forvaltningsvidenskab fra Roskilde Universitetscenter. Han beskæftigede sig primært med forvaltningsforskning, samt miljø- og forbrugerpolitik.
Nils Bredsdorff var indtil sin død forskningsbibliotekar ved RUC og dækkede som sådan fagområderne: Politiske forhold, politisk videnskab, nationaløkonomi, økonomisk teori, økonomisk dynamik, økonomisk politik (herunder finansvidenskab, offentlige finanser) retsvidenskab, offentlig forvaltning, erhvervslivets organisations og -ejerforhold, løbende statistik, transportforhold og landbrugspolitik.
Han var gift med Lissi Nordahn Bredsdorff og har to døtre.

## Uddrag af forfatterskab
- "Om studiet af forvaltningen – public choice, historisk institutionalisme og konstruktivisme", Roskilde Universitetsbiblioteks skriftserie, nr. 27, (1998).
- "Myten om den politiske forbruger", Social Kritik, nr. 63, (1999).
- Diskurs og konstruktion: En samfundsvidenskabelig kritik af diskursanalyser og socialkonstruktivismer, 2002.